# Gedrozija
Gedrozija (staroperzijsko: Maka) je bila satrapija Ahemenidskega cesarstva na ozemlju današnjega Makrana v južnem Iranu in Beludžistana v zahodnem Pakistanu.
Gedrozija je bila suha gorska pokrajina ob severni obali Perzijskega zaliva. Nekaj oaz je bilo naseljenih že v bronasti dobi, večina prebivalstva pa je živela na morski obali. Grki so jih imenovali Ihthiofagoi - »jedci rib«, kar je prevod njihovega staroperzijskega imena Mahi khoran, ki ima enak pomen in se je kasneje preoblikovalo v Makran.
Gedrozijo je Perziji priključil verjetno perzijski kralj Kir Veliki  (559–530 pr. n. št.). Njeno glavno mesto je bilo Pura, ki je verjetno istovetno z današnjim Bampūrom v južnem Iranu. 
Evropa je za Gedrozijo izvedela iz biogarfije Aleksandra Velikega, ker je leta 325 pr. n. št. v gedrozijski puščavi izgubil mnogo vojakov. Po Aleksandru Velikemu so Gedroziji vladali Selevkidi, Baktrijci in Seldžuki. Konec 6. stoletja so je naselili Beludži, ki so pred tem živeli južno od Kaspijskega jezera in ji dali sodobno ime. Od 7. do 10. stoletja je bila pod oblastjo Arabcev, od 16. stoletja pod oblastjo Perzijcev in od 18. stoletja pod oblastjo Afgancev.

## Vir
- Opća enciklopedija JLZ, I., 480, Zagreb 1977